# Clymenura lankesteri
Clymenura lankesteri är en ringmaskart som först beskrevs av McIntosh 1885.  Clymenura lankesteri ingår i släktet Clymenura och familjen Maldanidae. Inga underarter finns listade i Catalogue of Life.